# Nik Tendo
Nik Tendo, pseudonimo di Dominik Citta (Pardubice, 19 agosto 1993), è un rapper ceco.

## Biografia
Diplomatosi al Gymnázium Mozartova della sua città natale, Nik Tendo è entrato a far parte dell'etichetta Milion+ Entertainment, gestita dal connazionale Yzomandias, sotto la quale ha messo in commercio l'album in studio d'esordio 7, che si è spinto fino al 2º posto della CZ Albums. Il progetto successivo, intitolato Fatamorgana e uscito il 1º novembre 2019, ha conquistato la vetta della classifica LP sia in Repubblica Ceca che in Slovacchia. Sempre nel 2019 ha partecipato come artista ospite alla hit longeva Až na měsíc di Viktor Sheen, che ha mantenuto il controllo della hit parade ceca per quattro settimane di fila, rimanendo all'interno della classifica per più di tre anni; esito che verrà eguagliato anche nella Singles Digital slovacca.
La raccolta Restart & Lunazar, costituita dai dischi numero uno Restart e Lunazar, ha conseguito il primo posto nella CZ Albums, così come nella SK Albums. È stato il 6º disco più venduto del 2020 in Cechia in termini di fatturato secondo la ČNS IFPI.
Il 30 luglio 2021 è stato presentato il quinto album Jsem v pohodě, sem v prdeli., che ha replicato il successo riscosso dai lavori precedenti.

## Discografia

### Album in studio
- 2018 – 7
- 2019 – Fatamorgana
- 2020 – Restart
- 2020 – Lunazar
- 2021 – Jsem v pohodě, sem v prdeli.
- 2022 – Kruhy & vlny (con Yzomandias)
- 2023 – Pattern (con NobodyListen)
- 2024 – V gastru nejsou lidi
- 2025 – GoldKiid (con Decky)

### Album dal vivo
- 2022 – No Phone: Živě

### EP
- 2017 – GoldKid (con Decky)
- 2018 – GoldCigo
- 2024 – 777
- 2024 – Hra1 (con Ben Cristovao)
- 2025 – Debaras

### Raccolte
- 2020 – Restart & Lunazar

### Singoli
- 2017 – Gold
- 2017 – Most Wanted (feat. Yzomandias)
- 2018 – Jizvy
- 2018 – Hvězdy (feat. Calin)
- 2018 – Nevolej mi (feat. Decky & Viktor Sheen)
- 2018 – Cash Money (feat. Zayo)
- 2019 – Do mýho kruhu (con Viktor Sheen)
- 2019 – Play (feat. Fobia Kid)
- 2019 – KML Tour
- 2019 – Legit Check (feat. Yzomandias)
- 2019 – Super (feat. Karlo)
- 2020 – Není limit
- 2020 – Malá biš
- 2021 – Nemám strach (feat. Vercetti CG)
- 2021 – Ideas (con Shimmi)
- 2021 – Jojo (con TVRNFLX e Shimmi)
- 2021 – Microdosing (con Lord D'Andre)
- 2022 – Loop
- 2022 – No Phone
- 2022 – Celebrity Rehab (con TKX e Yzomandias feat. Karlo)
- 2022 – Pod DRN (con Hasan e Calin)
- 2022 – Láska & bolest (con Yzomandias)
- 2022 – Free Karlo (con Yzomandias)
- 2023 – Novej svět (con Yzomandias e PTK)
- 2023 – Potichu (con NobodyListen)
- 2023 – Na rohu (con Yzomandias)
- 2023 – Randal
- 2025 – Bicca Bicca (con Eddie Fresco)

### Collaborazioni
- 2021 – V pytli (Smack feat. White Russian, Nik Tendo & Karlo)